# 秋元凉朝
秋元 凉朝（あきもと すけとも）は、江戸時代中期の大名、老中。武蔵国川越藩主、のち出羽国山形藩主。諱は「すみとも」とも読む。隠居後は休弦と号する。

## 生涯
4000石を領した大身旗本秋元貞朝の三男として享保2年（1717年）生まれる。初名は員朝（かずとも）。寛保元年（1741年）に、一族の秋元喬求の養子となる。寛保2年（1742年）、喬求の隠居により跡を継ぐ。
延享元年（1744年）に奏者番となり、同3年（1746年）からは寺社奉行を兼務した。また、同年の朝鮮通信使来日に際し、諸大名・寺社宛の領地判物・朱印状発給の奉行を務めた。延享4年（1747年）に西の丸若年寄、さらに西の丸老中へと進み、但馬守を叙任した。また、同年には従四位下に昇進し、寛延元年（1748年）に侍従、宝暦10年（1760年）には老中（本丸老中）へ就任した。家治の将軍就任に伴い、宝暦11年（1761年）に法令のことを承り、さらに家重死後二の丸の諸事を執行した。宝暦13年（1763年）には吉宗十三回忌法会の奉行を務めた。明和元年（1764年）に老中を辞職。明和2年（1765年）に再び西の丸老中となるが、明和4年（1767年）に辞し、出羽国山形城への転封を命じられた。ただし、転封を命じられた凉朝は明和5年（1768年）に致仕、江戸屋敷を動かずに、養子の永朝が襲封、任地山形に赴いた。凉朝の西の丸老中辞任、山形転封の背景には、田沼意次との対立があったと言われている。
なお、はじめ先代・喬求の次男の逵朝を養子としていたが早世したため、甥の永朝を新たな養子にしていた。
安永4年（1775年）に死去した。

## 田沼意次との確執
凉朝は田沼意次の権勢が強まるのを不快に思っていた節があり、当時側衆の一人に過ぎなかった意次と殿中ですれ違ったとき、挨拶を欠いたのは老中に対する礼を失しているとその非礼をとがめた、というエピソードが伝わっている。
明和元年（1764年）に老中を辞任するが、田沼の権勢に対する抗議の辞任とみられ、のちに川越から山形に転封させられたのは意次による報復と見る説もある。明和3年（1766年）、平賀源内を招いて川越藩は奥秩父中津峡の鉱山開発を行うが、田沼の介入を嫌い、秩父鉱山の本格的な採掘は昭和になるまで行われなかった。

## 経歴
- 1717年（享保2年） 生誕
- 1741年（寛保元年） 従五位下摂津守に叙任
- 1742年（寛保2年） 川越藩主襲封
- 1746年（延享3年） 奏者番兼寺社奉行
- 1747年（延享4年）  西の丸若年寄、さらに西の丸老中。但馬守に改めた後、従四位下に昇る
- 1748年（寛延元年） 侍従に任じられる
- 1760年（宝暦10年） 本丸老中
- 1764年（明和元年） 本丸老中を辞職
- 1767年（明和4年） 出羽山形に転封を命じられる
- 1768年（明和5年） 隠居。壱岐守に改める
- 1775年（安永4年） 死去

## 系譜
父母
- 秋元貞朝（実父）
- 秋元喬求（養父）

子女
- 阿部正陳正室

養子、養女
- 秋元逵朝 - 秋元喬求の次男
- 秋元永朝 - 上田義当の四男
- 幸子 - 京極高中正室、秋田延季の娘

## 演じた人物
- 大河内伝次郎 -「紫頭巾」（1958）